# 胡彪 (政治人物)
胡彪（1947年5月—），湖南邵阳人，中华人民共和国政治人物。1965年8月参加工作。1981年起历任邵阳市政府秘书长、副市长；怀化地区行署副专员、中共怀化地委书记；湖南省委常委、秘书长、副书记。中共第十六届中央候补委员、中共十七大代表。2003年当选为湖南省政协主席。第十、十一届全国政协委员。

## 生平
1965年8月至1968年10月，湖南省武冈县“四清”工作队队员，湖南省邵阳市委机关干部、公社团委书记。1966年2月加入中国共产党。1968年10月至1970年8月，湖南省邵阳市革委会办事组、秘书组组长。1970年8月至1979年7月，湖南省邵阳市革委会常委、党委办公室主任，市革委会农业办公室副主任，市农办主任兼郊区党委书记、工委主任。
1979年7月至1981年2月，西藏自治区党委政策研究室副主任。
1981年2月至1983年12月，湖南省邵阳市政府秘书长，邵阳市委常委、市委秘书长。1983年12月至1986年2月，湖南省邵阳市委常委、副市长（其间：1983年10月至1985年12月在湖南省委党校领导干部文化专修科学习）。当时周本顺在邵阳市任职，胡彪结识了周本顺。
1986年2月至1990年1月，湖南省怀化地委委员、行署副专员。1990年1月至1993年3月，湖南省怀化地委书记。
1993年3月至1993年8月，湖南省委常委、省委秘书长。1993年8月至1994年2月，兼省保密委员会主任。1994年2月至1995年10月，兼省直机关工委书记、省保密委员会主任。
1995年10月至1996年12月，湖南省委常委、省委农村工委书记（其间：1996年3月至1996年5月在中央党校进修班学习）。
1996年12月至2001年11月，湖南省委副书记。1999年，19岁的周靖因为父亲与胡彪的关系而认识了胡彪之子胡雄杰，两人开始拓展在湖南省的商业帝国。2001年11月至2003年1月，湖南省委副书记、省委党校校长。2003年1月至2003年7月，湖南省委副书记、省委党校校长，省政协主席、党组书记。2003年7月至2013年1月，湖南省政协主席、党组书记。
中共第十六届中央候补委员，中共十六大、十七大代表，第十、十一届全国政协委员。

## 家庭
胡彪之子胡雄杰在湖南有八家公司，涉及金融、地产、工程等多方面，被媒体称为“身家10亿的湘省官二代首富”。2015年7月24日下午，与周本顺之子周靖在长沙市星沙保时捷中心（胡雄杰占75%，周靖占25%）一同被中华人民共和国公安部带走调查。